# San Felice Circeo
San Felice Circeo est une commune italienne située dans la province de Latina, dans la région Latium, en Italie centrale.

## Géographie
La commune est comprise dans le parc national du Circé. À trois kilomètres de la vieille ville se dresse le mont Circé et son phare.

## Histoire

### Préhistoire
En 1939 fut découvert la grotte Guattari sur un versant du Mont Circé, qui contenait les restes de dix néandertaliens, dont neuf furent mis au jour lors de fouilles en 2021. Des études de stratigraphie y décelérent aussi la présence plus ancienne d'animaux : éléphants, rhinocéros, hyènes et ours. D'autres trouvailles du même genre furent faites dans la grotta del Fossellone (it).
Dans ces grottes et dans d'autres proches du promontoire de Circé furent aussi trouvés divers objets de ces époques reculées, dont plusieurs en obsidienne dont les gisements se trouvaient sur l'île de Palmarola.

### Période pré-romaine
Depuis le milieu du IIIe millénaire le territoire était occupé par des populations protolatines, vers l'an mille av. J.-C. arrivèrent les Sabins, puis les Étrusques. Enfin s'imposèrent les Volsques. Circeo était déjà un important centre commercial et d'échanges, et il est probable que les grecs de Sicile y avaient un comptoir. Ce sont eux  qui avancèrent une possible localisation de la rencontre d'Ulysse et de Circé à Circeo ou dans sa région. Il existe quelques vestiges d'un temple dédié au culte de la déesse Circé, bâti vers -390.

### Période romaine
D'après trois historiens antiques, Tarquin le Superbe installa une colonie romaine à Circei, ville qui fut alors dirigée par son frère Arruns. L'archéologie n'y a cependant trouvé aucune preuve de présence romaine à cette époque, excepté peut-être le second mur défensif de l'acropole, qui délimite aujourd'hui le centre historique. 
La ville est mentionnée dans le premier traité entre Rome et Carthage, en -509, qui est la première annee de la République romaine. 
Elle est conquise, peut-être pacifiquement, par Caius Marcius Corolianus vers -490, chef de guerre romain passé au service des Volsques. 
Elle est reprise par les romains en -393, mais en -385 elle se soulève avec d'autres cités contre Rome, et est vaincue.
Alliée avec Palestrina, Velletri et Lanuvio, elle se révolte de nouveau en -383, est de nouveau vaincue, mais têtue, elle est très active dans la guerre latine. La répression est ensuite très dure, ce qui ne l'empêche pas de se révolter une quatrième et dernière fois lors de la deuxième guerre punique, parce que Rome lui a demandé des recrues et des provisions. De nouveaux matée, elle est obligée d'exécuter doublement la demande. 
Jusqu'à la fin de l'Empire romain d'occident, Circei est une riche ville, possédant un port très actif, et est un lieu de villégiature fréquenté par de grandes personnalités politiques du monde romain, tel Lépide, dont les vestiges de sa villa sont encore visibles.

### Moyen-âge
Il est probable que la ville fut dévastée par les armées d'Alaric 1er puis de Genséric.
Au neuvième siècle elle est détruite par les Sarrasins. Les survivants se réfugièrent à Terracina.Tout ce siècle est marqué par des combats sur terre ou sur mer dans la région, entre les armées catholiques et les musulmanes.
La ville est rebatie et nommée Rocca Circea. En 1138 elle est occupée par les normands de Sicile. 
Elle devient ensuite possession de la famille Frangipani, puis est achetée par le pape Innocent III en 1207. En 1239 elle est donnée à l'ordre du Temple, et prend le nom de Castrum Sancti Felicis. Elle est ensuite donnée au seigneur Giordano Pironti-Conti, puis est violemment conquise par la Famille Annibaldi (it). En 1301 elle est cédée à Pietro Caetani (it).
En 1441 la cité est détruite par les troupes d'Alphonse V d'Aragon, alors en guerre contre le pape Eugène IV.
En 1482 le Circé est occupé par les troupes d'Alphonse II, alors en guerre contre le pape Sixte IV. En 1495 il est occupé par les armées françaises de Charles VIII. Après cela il repasse sous seigneurie papale.

### Ère moderne
Le 12 février 1500, la ville est achetée par Lucrèce Borgia, qui le cède à son fils Rodrigue d'Aragon, alors bébé. On ne sait si Lucrèce y séjourna, la cité étant détruite en 1501 par Frederico Ier d'Aragon, et repasse en 1506 à la seigneurie des Caetani, chargée par le pape Jules II de la rebatir. Elle est renommée San Felice.
Tout le XVIe siècle est marqué par les raids des corsaires barbaresques qui attaquent les bateaux chrétiens de passage, et effectuent de rapides razzias terrestres visant surtout à faire des prisonniers destinés à être vendus comme esclaves. 
Au XVIIe siècle, les Caetani lancent un sérieux travail de reconstruction et de repeuplement de la région. Viennent s'installer des familles modestes du Latium, de Toscane, de Campanie... Une certaine prospérité s'installe, contrairement à l'Italie du Nord affligée par la guerre de Trente Ans et une épidémie de peste.
En 1720, le fief est vendu à la Chambre apostolique. La reconstruction continue, avec des travaux importants dont la remise en service d'un antique canal romain. En 1730, le pape confie le territoire à son neveu, le cardinal Neri Maria Corsini, qui le gouvernera pendant quarante ans.

### Ère contemporaine
En 1808, le fief est loué pour quatorze ans par le noble polonais Stanislao Poniatowski (1754-1833) (it). Ce fut une période extrêmement bénéfique sous son impulsion : plantation de vignes et d'arbres fruitiers sur tout le territoire ; amélioration du réseau routier ; construction de la villa Aguet...
À l'époque de l'Empire napoléonien, le promontoire est mis en état de défense avec l'installation de canons et d'un télégraphe. En 1814, Joachim Murat, roi de Naples, abandonne Napoléon et entreprend une marche vers les États pontificaux, mais est stoppé sans combat devant Circeo qui lui refuse le passage.
En 1870, la ville est rattachée au royaume d'Italie avec le reste des États pontificaux.
En 1934 est fondé le parc national du Circé, afin de préserver les derniers hectares des marais pontins.
Après la Seconde Guerre mondiale, la ville devint un des endroits privilégiés des célébrités de Rome, qui firent bâtir de magnifiques villas, sans cependant attirer le tourisme de masse.
Le 30 septembre 1975 a lieu le « massacre du Circeo ».

## Monuments et patrimoine
Dans le bourg historique, perché sur les pentes du mont Circé, on trouve l'ancienne tour des Templiers et l'église de Saint Félix Martyr. Pas loin du bourg, en position panoramique, se situe aussi la villa Aguet.

## Administration
| Période                                  | Période | Identité | Étiquette | Qualité |
| ---------------------------------------- | ------- | -------- | --------- | ------- |
|                                          |         |          |           |         |
| Les données manquantes sont à compléter. |         |          |           |         |

### Hameaux
Borgo Montenero, Mezzomonte, Colonia Elena, Pantano Marino, San Rocco, La Cona

### Communes limitrophes
Sabaudia, Terracina